# Cars and Girls
Cars and Girls is een nummer van de Britse band Prefab Sprout uit 1988. Het is de eerste single van hun derde studioalbum From Langley Park to Memphis.
In de tekst van "Cars and Girls" geeft zanger Paddy McAloon commentaar op hoe Bruce Springsteen de wereld ziet. Ook bekritiseert McAloon Springsteen, vanwege diens gebruik van romantische metaforen in zijn teksten. McAloon vond dat Springsteen "een poëzie gebruikte die een Engelsman niet kan begrijpen". Hoewel het nummer slechts de 44e positie behaalde in het Verenigd Koninkrijk, is het toch een van de bekendste nummers van Prefab Sprout. In het Nederlandse taalgebied behaalde het nummer geen hitlijsten, maar ook daar geniet het bekendheid.